# Сердюк Митрофан Панасович
Митрофа́н Пана́сович Сердю́к (1884 , Білицьке, Мелітопольський повіт, Таврійська губернія, Російська імперія  — невідомо ) — український діяч, новатор сільськогосподарського виробництва, голова колгоспу імені МОПРу Василівського району Дніпропетровської (потім — Запорізької) області. Депутат Верховної Ради УРСР 1-го скликання.

## Біографія
Народився 1884 року в родині бідного селянина-наймита в селі Аул (Білицьке), тепер Юрківка, Оріхівський район, Запорізька область, Україна. З дев'ятирічного віку наймитував, пас свиней.
У 1906–1908 роках служив рядовим у російській імператорській армії в Забайкальському військовому окрузі (місто Харбін). Після повернення з армії жив у селі Юрківка, брав участь у підпільній революційній діяльності.
У жовтні 1910 року був заарештований та засуджений у 1912 році в місті Катеринославі до смертної кари, яку йому замінили на 20 років каторжних робіт. До 1917 року сидів у Харківській, Московській та Вологодській в'язницях.
Після Лютневої революції 1917 року був звільнений та повернувся на батьківщину. Після каторги тривалий час лікувався, у жовтні 1918 року йому ампутували праву руку.
З 1921 року працював у комуні «Незаможник» в селі Юрківці, обирався членом правління та завідувачем господарства комуни. Закінчив сільськогосподарські курси.
Член ВКП(б) з жовтня 1925 року.
З 1928 року — чабан, завідувач вівчарської ферми та член правління колгоспу імені МОПРу станції Попово Василівського району Дніпропетровської (потім — Запорізької) області. Передовик тваринництва. У 1938 році досягнув виходу 140 ягнят із кожної сотні вівцематок і настригу шерсті 4,8 кг із кожної вівці.
Обирався делегатом Першої всесоюзної наради передовиків соціалістичного тваринництва.
26 червня 1938 року обраний депутатом Верховної Ради УРСР 1-го скликання по Василівській виборчій окрузі № 196 Дніпропетровської області.
Під час німецько-радянської війни — в евакуації в Ставропольському та Алтайському краях.
З 1944 року — голова колгоспу імені МОПРу села Верхня Криниця Василівського району Запорізької області

## Нагороди
- орден Леніна (22.02.1936)
- орден «Знак Пошани» (7.02.1939)
- медаль